# Telford Taylor
Telford Taylor (Schenectady, 24 de febrero de 1908-Manhattan, 23 de mayo de 1998) fue un abogado estadounidense, conocido por su papel como abogado de la acusación en los juicios de Núremberg tras la Segunda Guerra Mundial, su oposición al senador Joseph McCarthy en la década de 1950 y sus críticas abiertas a las acciones de Estados Unidos durante la guerra de Vietnam en las décadas de 1960 y 1970.

## Primeros años
Taylor nació el 24 de febrero de 1908 en Schenectady, Nueva York. Sus padres eran John Bellamy Taylor (pariente de Edward Bellamy) y Marcia Estabrook Jones. Estudió en el Williams College y en la Facultad de Derecho de Harvard. Se graduó allí en 1932 y luego trabajó para varias agencias gubernamentales, incluso como parte del programa New Deal de Franklin D. Roosevelt.
Durante la década de 1930, Taylor trabajó para varios organismos gubernamentales. En 1935, asesoró legalmente (con la ayuda de Max Lowenthal, entre otros) a un subcomité del Comité de Comercio Interestatal del Senado presidido por Burton K. Wheeler y entre cuyos miembros se encontraba el recién elegido Harry S. Truman. En 1940, se convirtió en consejero general de la Comisión Federal de Comunicaciones.

## Segunda Guerra Mundial
Se convirtió en asesor legal de la Comisión Federal de Comunicaciones en 1940, pero debido a la Segunda Guerra Mundial se fue de allí el 5 de octubre de 1942 e ingresó al Servicio de Inteligencia del Ejército como comandante dirigiendo el grupo estadounidense de Bletchley Park encargado de analizar la información obtenida de las comunicaciones alemanas interceptadas mediante encriptación ULTRA.
Primero estuvo en la Embajada de los Estados Unidos en Londres como agregado militar. Taylor dirigió una unidad que analizó las comunicaciones alemanas encriptadas con Enigma. Fue ascendido a teniente coronel en 1943 y visitó Reino Unido, donde ayudó a negociar el Acuerdo BRUSA de 1943, y fue ascendido a coronel en 1944, cuando se unió al grupo de Robert H. Jackson que trabajaba para establecer la Carta de Londres para el Tribunal Militar Internacional. Esta fue la base legal de los juicios de Núremberg.
Se opuso a la detención de ciudadanos estadounidenses de ascendencia japonesa durante la Segunda Guerra Mundial.

## Juicios de Núremberg
Durante los Juicios Internacionales de Núremberg, en un principio fue asistente del abogado jefe Robert H. Jackson y, en esa función, fue el fiscal estadounidense en el caso del Alto Mando.
La acusación en ese caso pedía que el Estado Mayor del Ejército y el Alto Mando de las Fuerzas Armadas alemanas fueran considerados organizaciones criminales; los testigos fueron varios de los mariscales de campo alemanes supervivientes. Ambas organizaciones fueron absueltas. 
Cuando Jackson dimitió de su cargo de fiscal tras el primer (y único) juicio ante el IMT y regresó a Estados Unidos, Taylor fue ascendido a general de brigada y le sucedió el 17 de octubre de 1946 como abogado jefe en los doce juicios restantes ante los tribunales militares estadounidenses de Núremberg. En estos juicios de Núremberg, 163 de los 200 acusados que fueron juzgados fueron declarados culpables de algunos o todos los cargos de las acusaciones.
Ben Ferencz ayudó a Taylor y fue responsable del juicio a los Einsatzgruppen. Cerca del Tempelhof en un edificio perteneciente al Ministerio de Relaciones Exteriores en Berlín, los aliados encontraron informes que describían con detalle (día a día) los asesinatos de al menos 1 millón de personas por parte del Einsatzgruppen desde junio de 1941. Ferencz proporcionó como ejemplo la documentación de la masacre en Babi Yar. Taylor vaciló, había escasez de personas y dinero. y le dio a Ferencz (que por entonces tenía 27 años) una señal clara: para poder poner una demanda debería hacerlo él mismo.
Hasta 1949, demandó a líderes empresariales y funcionarios públicos alemanes. Alfred Krupp (El Juicio Krupp) y los directores de IG Farben (IG Farbenprosessen) fueron absueltos por falta de pruebas. Varios jueces, médicos y oficiales de las SS fueron condenados en sus juicios y varios éstos mismos  fueron indultados por John J. McCloy.
Taylor no estaba del todo feliz con el resultado de los juicios, pero aun así los consideró un éxito porque sentaron un precedente y definieron una base legal para los casos que involucran crímenes de guerra, crímenes contra la paz y crímenes contra la humanidad. En 1950, la ONU incorporó los Principios de Núremberg en su legislación. Declaró más tarde que el encarcelamiento prolongado de Rudolf Hess en régimen de aislamiento en la gran prisión de Spandau era un delito.
Taylor sintió que el mundo exterior no entendía cuán desagradables fueron los juicios de Núremberg en Alemania, a pesar de que los juicios no se hicieron muy conocidos en Alemania mientras se llevaban a cabo.

## El macartismo y Vietnam
Después de los juicios de Núremberg, Taylor volvió a la vida civil en los Estados Unidos. Abrió una práctica privada en la ciudad de Nueva York (donde Benjamin Ferencz también se convirtió en socio). Se preocupó cada vez más por las actividades del senador Joseph McCarthy, al que criticó duramente. En un discurso pronunciado en West Point en 1953, calificó a McCarthy de "peligroso aventurero", tachó sus tácticas de "arma despiadada de la extrema derecha contra sus oponentes políticos" y criticó al presidente Dwight D. Eisenhower por no detener el "vergonzoso abuso del poder de investigación del Congreso" por parte de McCarthy. Defendió a varias víctimas del macartismo, presuntos comunistas o perjuros, como el líder sindical Harry Bridges y Junius Scales. Aunque perdió estos dos casos (la sentencia de Bridges, de cinco años de prisión, fue posteriormente anulada por el Tribunal Supremo, y la de Scales, de seis años, fue conmutada al cabo de un año), no se dejó intimidar por los ataques de McCarthy contra él, y respondió escribiendo el libro Grand Inquest: The Story of Congressional Investigations, que se publicó en 1955.
En 1959, trabajó como asesor técnico y narrador en la producción televisiva Judgment at Nuremberg. En 1961 Taylor asistió al juicio de Adolf Eichmann en Israel como observador semioficial y expresó su preocupación por el hecho de que el juicio se celebrara con un estatuto defectuoso.
Taylor se convirtió en profesor titular de la Universidad de Columbia en 1962, donde sería nombrado Profesor Nash de Derecho en 1974. En 1966 fue elegido miembro de la Academia Americana de las Artes y las Ciencias. Fue uno de los pocos profesores de la universidad que se negó a firmar una declaración emitida por la Facultad de Derecho de Columbia que calificaba las protestas estudiantiles militantes en Columbia en 1968 como más allá de los "límites permisibles" de la desobediencia civil. Taylor fue muy crítico con la conducta de las tropas estadounidenses en la guerra de Vietnam, y en 1971 instó al presidente Richard Nixon a crear una comisión nacional para investigar el conflicto. Criticó duramente el consejo de guerra del teniente William Calley, el oficial al mando de las tropas estadounidenses implicadas en la masacre de My Lai, porque no incluyó a oficiales de mayor rango.
Taylor consideró que la campaña de bombardeos de 1972 contra la capital norvietnamita, Hanói, era "insensata e inmoral". Se ofreció a describir y explicar sus puntos de vista a la CBS, pero la cadena se negó a emitirlos porque los consideraba "demasiado calientes". En diciembre de 1972, visitó Hanoi junto con la música y activista Joan Báez y otras personas, entre las que se encontraba Michael Allen, decano asociado de la Yale Divinity School.
Taylor publicó sus opiniones en un libro, Nuremberg and Vietnam: An American Tragedy, en 1970. Sostenía que, según los criterios empleados en los juicios de Núremberg, la conducta de Estados Unidos en Vietnam y Camboya era tan criminal como la de los nazis durante la Segunda Guerra Mundial. Por ello, era partidario de procesar a los aviadores estadounidenses que habían participado en misiones de bombardeo sobre Vietnam del Norte.

## Años posteriores
En 1976, Taylor aceptó un puesto como profesor en la Facultad de Derecho Cardozo de la Universidad Yeshiva, mientras continuaba enseñando en Columbia. También había sido profesor invitado en Harvard y Yale.
En 1979 apareció su libro Munich: The Price of Peace, que ganó el Premio del Círculo de Críticos Nacional del Libro al mejor libro de no ficción. En la década de 1980, comenzó a trabajar con derecho deportivo y resolvió, entre otras cosas, disputas legales en la NBA. Su trabajo de 700 páginas sobre los juicios de Nuremberg, The Anatomy of the Nuremberg Trials: A Personal Memoir, se publicó en 1992. Entre las revelaciones del libro estaba cómo Hermann Göring había "engañado al verdugo" obteniendo veneno.
Taylor se retiró en 1994.

## Vida personal y fallecimiento
Taylor se casó dos veces; la primera con Mary Ellen Walker en 1937. Le sobreviven sus tres hijos, Joan, Ellen y John.
Mientras servía en Bletchley Park, tuvo un romance con Christine Brooke-Rose, que más tarde se convertiría en escritora y crítica, pero que entonces era oficial británica en Bletchley. La aventura llevó al fin del matrimonio de Brooke-Rose, aunque el de Taylor con Walker perduró durante algunos años.
En 1974 se casó con Toby Golick, con quien tuvo tres hijos que le sobrevivieron, Benjamin, Samuel y Ursula.
Taylor falleció a la edad de 90 años el 23 de mayo de 1998 en el Hospital St. Luke's-Roosevelt de Manhattan tras haber sufrido un derrame cerebral.

## Condecoraciones
Las condecoraciones de Telford Taylor son:
|  | Medalla por Servicio Distinguido del Ejército           |
|  | Medalla de la Campaña Americana                         |
|  | Medalla de la Campaña Europea-Africana-Medio Oriente    |
|  | Medalla de Victoria de la Segunda Guerra Mundial        |
|  | Medalla del Ejército de Ocupación                       |
|  | Oficial de la Excelentísima Orden del Imperio Británico |